# Paula Seling
Paula Seling (Baia Mare, 25 december 1978), ook als Paula bekend, is een Roemeense zangeres. In 2010 vertegenwoordigde ze samen met de Roemeens-Noorse zanger Ovi haar thuisland op het Eurovisiesongfestival 2010 in Oslo. Zij bereikten daar de derde plaats. In 2014 deed ze opnieuw mee met Ovi, ditmaal werd ze 12e.

## Biografie

### Opleiding en eerste optredens
Paula Seling begon op haar zesde met pianospelen. Vier jaar later trad ze toe tot het schoolkoor, en ze begon op haar elfde deel te nemen aan regionale en nationale piano- en koorwedstrijden. In 1994 wisselde Seling op de kunstacademie in haar woonplaats van piano op keyboard, en trad ze als toetsenist toe tot de band Enders. Met deze formatie speelde ze succesvol op meerdere festivals, waarmee ze o.a. de "Gouden Teddybeer" van Baia Mare en de eerste plaats op het "Harmoniefestival" van Boekarest won.
Nadat ze de band had verlaten, begon Seling, die sinds haar vroegste jeugd een grote fan is van de Duitse hardrockband Scorpions, een solocarrière als zangeres. In 1996 won ze de Aurelian-Andreescu-trofee en ze nam in hetzelfde jaar voor het eerst deel aan het bekende muziekfestival Cerbul de Aur (Gouden Hert) van Brașov. In 1997 sloot ze de kunstacademie Gheorghe Șincai in haar woonplaats af, won ze de Mamaia-trofee en nam ze in Duitsland haar eerste, volledig Engelstalige, album Only Love, op. Vanaf 1998 richtte ze zich meer op jazzrock, soul en rhythm and blues als voorkeur. Er volgde een tweede album, het Roemeenstalige Știu că exist, en ze trad op in het voorprogramma bij een concert van Chick Corea in Boekarest.

### Doorbraak als zangeres
Geleid door de Roemeense artiest Nicu Alifantis bracht Seling 1999 haar derde album De dragoste uit. Het van dit album afkomstige nummer Ploaie în luna lui Marte werd op het Mamaia Festival gebombardeerd tot de hit van het jaar. In 2001 werkte ze aan drie albums: Ma voi întoarce (dat ze samen met haar broer Paul opnam), het volledig zelfgeschreven Știi ce înseamnă en een album met muzikale hoogtepunten: Prima selectie.
De doorbraak als zangeres in Roemenië kwam voor Seling in 2002. Ze werd met terugwerkende kracht door de Roemeense muziekindustrie uitgeroepen tot beste performer, en won bij de Roemeense MTV Music Awards de prijs voor de beste videoclip bij de single Serile verii. Door het Roemeense vrouwenblad Avantaje werd Seling uitgeroepen tot vrouw van het jaar. Tegelijkertijd won ze ook het muziekfestival Cerbul de Aur in Brașov.
Na de grote doorbraak in 2002 kon Seling in de daaropvolgende jaren, ondanks het uitbrengen van meer albums, het succes van 2002 niet meer evenaren. Een in 2003 voor de Franse markt gepland album werd nooit gerealiseerd. In het voorjaar van 2005 richtte Seling samen met haar broer Paul haar eigen platenlabel Unicorn Records op. Het jaar ervoor had ze bij de Roemeense MTV Music Awards met het lied Timpul zonder succes gestreden om de prijs voor de beste Roemeense artieste. In 2009 bereikte ze met de single Believe, afkomstig van haar gelijknamige twaalfde soloalbum, een plaats in de Roemeense Top 40.

### Deelname aan het Eurovisiesongfestival
Als voorprogramma-artieste van internationaal bekende beroepscollega's als Al Bano, Michael Bolton en Beyoncé nam Seling in het verloop van haar carrière meerdere keren deel aan de Roemeense voorronden van het Eurovisiesongfestival, de Selecția Națională. In 1998 debuteerde ze met het Roemeenstalige Te iubesc en bereikte achter de winnaar Mălina Olinescu toen de vierde plaats. Vijf jaar later, in 2003, bereikte ze bij de voorronde met het Engelstalige Let’s Go Take It Straight de derde plaats. In 2004 bereikte Seling met het Roemeense Perfekt de zesde plaats. In 2008 bereikte ze in duet met de band Provincialii met Sapte zile opnieuw de derde plaats.
Na deze nieuwe nederlaag bij de Roemeense uitverkiezing nam Seling in 2009 plaats in de jury van het muziekfestival van Brașov. Daar ontmoette ze de Roemeens-Noorse deelnemer Ovidiu „Ovi“ Cernăuțeanu, die eveneens tweemaal zonder succes deel had genomen aan de Noorse voorronden van het Eurovisiesongfestival. Uit deze ontmoeting ontstond het idee om gezamenlijk deel te nemen aan de Roemeense voorronde, en schreef Cernăuțeanu het Engelstalige piano- en zangnummer Playing With Fire. Begin maart 2010 deden beiden mee aan de Roemeense voorronde als duo Paula Seling & Ovi. Deze keer was hun deelname aan de nationale voorronde succesvol, en op 27 mei 2010 traden ze op tijdens de tweede halve finale in het Telenor Stadion in Oslo. Het nummer bracht het tot de finale twee dagen later, en bereikte met hun inzending de derde plaats in het klassement achter Satellite van Lena uit Duitsland en We Could Be The Same van de Turkse band maNga.
Na de overwinning van de Roemeense voorronde begonnen Seling en Cernăuțeanu eind maart 2010 een promotietour die beiden tot hun optreden op het Eurovisiesongfestival in Oslo onder andere naar Moldavië, België, Oostenrijk, Portugal en Griekenland bracht. Tegelijkertijd werd in de Roemeense regio Transsylvanië de videoclip van Playing With Fire opgenomen.
In 2014 kregen Paula Seling en Ovi opnieuw het idee om mee te doen aan het Eurovisiesongfestival en daarom schreven zij het nummer Miracle, waarmee ze meededen aan de nationale finale in Roemenië, die ze vervolgens wonnen. Het duo reisde in mei 2014 af naar de Deense stad Kopenhagen, waar ze zich opnieuw kwalificeerden voor de grote finale op 10 mei. Daarin werden ze 12de.

## Trivia
Sinds 2005 is Paula Seling gehuwd met Radu Bucura die tevens mede-eigenaar is van Unicorn Records.

## Discografie

### Albums
- Only love (1998)
- Știu că exist (1998)
- Colinde și cântece sfinte (1998)
- De dragoste (1999)
- Mă voi întoarce (2001)
- Știi ce înseamnă (2001)
- Prima selecție (2001)
- Albumul de Crăciun (2002)
- Fără sfârșit (2003)
- De Sărbători (2006)
- Culeg vise (2009)
- Believe (2009)

### Singles
| Single met hitnotering(en) in de Vlaamse Ultratop 50 | Datum van verschijnen | Datum van binnenkomst | Hoogste positie | Aantal weken | Opmerkingen                                    |
| ---------------------------------------------------- | --------------------- | --------------------- | --------------- | ------------ | ---------------------------------------------- |
| Playing with fire                                    | 2010                  | 05-06-2010            | tip26           | -            | met Ovi / Inzending Eurovisiesongfestival 2010 |
| Miracle                                              | 2014                  | 17-05-2014            | tip73           | -            | met Ovi / Inzending Eurovisiesongfestival 2014 |